# Euler-polynoom
In de wiskunde zijn de euler-polynomen de polynomen {\displaystyle {\rm {E}}_{n}}, impliciet gedefinieerd door hun voortbrengende functie:
{\displaystyle {\frac {2e^{xt}}{e^{t}+1}}=\sum _{n=0}^{\infty }{\rm {E}}_{n}(x){\frac {t^{n}}{n!}}}
De eerste 7 zijn:
| {\displaystyle n} | {\displaystyle {\rm {E}}_{n}(x)}                                                                                   |
| 0                 | {\displaystyle 1}                                                                                                  |
| 1                 | {\displaystyle x-{\tfrac {1}{2}}}                                                                                  |
| 2                 | {\displaystyle x^{2}-x=x(x-1)}                                                                                     |
| 3                 | {\displaystyle x^{3}-{\tfrac {3}{2}}x^{2}+{\tfrac {1}{4}}=(x-{\tfrac {1}{2}})(x^{2}-x-{\tfrac {1}{2}})}            |
| 4                 | {\displaystyle x^{4}-2x^{3}+x=x(x-1)(x^{2}-x-1)}                                                                   |
| 5                 | {\displaystyle x^{5}-{\tfrac {5}{2}}x^{4}+{\tfrac {5}{2}}x^{2}-{\tfrac {1}{2}}=(x-{\tfrac {1}{2}})(x^{2}-x-1)^{2}} |
| 6                 | {\displaystyle x^{6}-3x^{5}+5x^{3}-3x=x(x-1)(x^{4}-2x^{3}-2x^{2}+3x+3)}                                            |

## Recursieve definitie
De polynomen kunnen ook recursief gedefinieerd worden door:
{\displaystyle {\rm {E}}_{0}(x)=1}
en voor {\displaystyle n=1,2,\ldots }
{\displaystyle {\rm {E}}_{2n-1}(x)=\int _{1/2}^{x}(2n-1){\rm {E}}_{2n-2}(t)\,{\rm {d}}t}
{\displaystyle {\rm {E}}_{2n}(x)=\int _{0}^{x}2n{\rm {E}}_{2n-1}(t)\,{\rm {d}}t}

## Eigenschappen
Euler-polynomen zijn, afgezien van het teken, symmetrisch om het punt {\displaystyle {\tfrac {1}{2}}}, d.w.z.:
{\displaystyle {\rm {E}}_{n}({\tfrac {1}{2}}+x)=(-1)^{n}{\rm {E}}_{n}({\tfrac {1}{2}}-x)}
Voor de waarden in de punten {\displaystyle x={\tfrac {1}{2}}} en {\displaystyle x=0} geldt: 
{\displaystyle {\rm {E}}_{n}({\tfrac {1}{2}})=2^{-n}E_{n}}
en
{\displaystyle {\rm {E}}_{n-1}(0)=(2^{n+1}-2){\frac {B_{n}}{n}},}
waarin {\displaystyle (E_{n})} de eulergetallen zijn en {\displaystyle (B_{n})} de bernoulli-getallen.
Er geldt de identiteit:
{\displaystyle {\rm {E}}_{n}(x+1)+{\rm {E}}_{n}(x)=2x^{n}}
Voor {\displaystyle n>5} heeft de Euler-polynoom {\displaystyle {\rm {E}}_{n}} minder dan {\displaystyle n} reële nulpunten. Weliswaar heeft {\displaystyle {\rm {E}}_{5}} 5 nulpunten, waarvan er 2 dubbel zijn, maar {\displaystyle {\rm {E}}_{6}} heeft slechts de twee (triviale) nulpunten 0 en 1. 